# ناخب مجهول الاسم
الناخب مجهول الاسم هو عمومًا مصوت مسجل ستتعرض سلامته للخطر إذا أتيحت بياناته في سجل انتخابي عام.

## أستراليا
في أستراليا، الناخب المسجل باسم مجهول يعرف باسم الناخب الصامت. ولتعتبر ناخبًا صامتًا، ينبغي عليك إقناع مأمور الدائرة الانتخابية بأن سلامتك أو سلامة أي شخص آخر يقيم في نفس المنزل ستكون معرضة للخطر إذا طبع اسمك وعنوانك في السجل الانتخابي. ويلزم إرسال استمارات تسجيل الناخب الصامت عبر البريد، وليس الفاكس أو البريد الإلكتروني.

## نيوزيلندا
يمكن للناخب المؤهل للانتخاب الذي يعتقد أن إدخال بياناته في لائحة الناخبين المرئية للعامة من شأنها تعريض سلامته الشخصية أو سلامة أسرته للخطر التقدم بطلب لإدراج بياناته في اللائحة غير المنشورة فقط. ويلزم إرفاق الدليل مع الطلب، مثل نسخة من أمر حماية سارٍ بموجب قانون العنف المنزلي لسنة 1995، أو نسخة من أمر منع من الاقتراب سارٍ بموجب قانون منع التحرش لسنة 1997، أو إقرار رسمي من شرطة نيوزيلندا، أو خطاب من محامٍ بالنقض أو وكيل قضائي أو صاحب العمل أو قاضي الأمن أو ما شابه، بما يدعم الطلب على أساس أن السلامة الشخصية لمقدم الطلب، أو سلامة أسرته، يمكن أن تتعرض للخطر في حالة نشر اسمه وبياناته. ويظل الناخب في سجل الناخبين غير المنشور لحين تغير تلك الظروف.

## المملكة المتحدة
يمكن للشخص المؤهل للتسجيل للإدلاء بصوته أن يسجل نفسه باسم مجهول إذا استطاع إقناع مسؤول التسجيل الانتخابي بأن سلامته أو سلامة أي شخص آخر يقيم في نفس المنزل ستكون معرضة للخطر إذا طبع اسمه وعنوانه في السجل الانتخابي.
A voter can apply to be an anonymous elector at any time by using registration forms available from local Electoral Registration Officers or the Electoral Commission's website. وينبغي على مقدم الطلب ذكر السبب الذي يجعله هو أو شخصًا آخر في نفس المنزل عرضة للخطر في حالة إتاحة اسمه وعنوانه علنًا في السجل الانتخابي. علاوة على ذلك، ينبغي دعم الطلب بقرار محكمة أو شهادة. يمكن أن يصدر الشهادات ضابط شرطة برتبة مشرف أو أعلى في أي هيئة شرطة بريطانية، أو المدير العام لخدمة الأمن أو وكالة الجرائم المنظمة، أو مدير الخدمات الاجتماعية للبالغين أو خدمات الأطفال في إنجلترا، أو مدير الخدمات الاجتماعية في ويلز أو أي مسؤول رئيسي للعمل الاجتماعي في اسكتلندا، أو أي مدير للخدمات الاجتماعية في هيئة الخدمات الصحية والاجتماعية، أو المدير التنفيذي للعمل الاجتماعي في صندوق الخدمات الصحية والاجتماعية في أيرلندا الشمالية. ويمكن إعادة إرسال استمارات الطلب إلى مسؤول التسجيل الانتخابي المحلي عبر البريد أو الفاكس أو البريد الإلكتروني كمرفق ممسوح ضوئيًا.
متى قُبل طلب الناخب مجهول الاسم من مسؤول التسجيل الانتخابي، يظهر قيد مقدم الطلب في السجل الانتخابي في صورة رقم للناخب والحرف «ن» بدلاً من اسمه وعنوانه. ويحظى مأمور الدائرة وهيئة المحلفين في إنجلترا وويلز وأجهزة الأمن وهيئات الشرطة فقط بإمكانية الوصول إلى اسم وعنوان الناخبين مجهولي الاسم. بعد ذلك، تصدر «شهادة التسجيل مجهول الاسم» للناخب مجهول الاسم في حال احتاج إلى إثبات هويته وعنوانه للحصول على اعتماد أو التبرع بالمال أو إقراض المال إلى مرشح/حزب سياسي (ولكن بما أن ذلك يتضمن تسليم الاسم والبيانات إلى طرف ثالث، فلا بد أن يقوم الناخب مجهول الاسم بذلك فقط في حالة الثقة التامة في أن الطرف الآخر سيحافظ على سرية المعلومات). ويستمر طلب الناخب مجهول الاسم 12 شهرًا، ويتعين تجديده بعد هذه المدة.
وللتصويت شخصيًا، ينبغي على الناخب مجهول الاسم إحضار بطاقة الاقتراع التي استلمها عبر البريد.